# Richard Gamauf
Richard Gamauf (* 1964) ist ein österreichischer Rechtshistoriker.
Das Studium der Rechtswissenschaften schloss er am 12. Juli 1988 an der Universität Wien ab, wo er am 31. März 1992  mit Ad statuam licet confugere. Untersuchungen zum Asylrecht im römischen Prinzipat promoviert wurde und sich im Mai 2001 mit Vindicatio nummorum. Eine Untersuchung zur Reichweite und praktischen Durchführung des Eigentumsschutzes an Geld im klassischen römischen Recht habilitierte. Er ist Professor am Institut für Römisches Recht und Antike Rechtsgeschichte der Universität Wien und Träger des Premio Kupiszewski im Rahmen des 5. Premio internazionale romanistico Gererd Boulvert in Neapel (2001). Er war 2004 Gastprofessor an der katholischen Loyola University New Orleans.
Ein Schwerpunkt seiner Arbeit ist die Mitarbeit an der Edition eines kommentierten Corpus der römischen Rechtstexte zur Sklaverei durch die Mainzer Akademie der Wissenschaften und römisches Recht (insbesondere sozialhistorische und mentalitätsgeschichtliche Aspekte).

## Schriften
- Ad statuam licet confugere. Untersuchungen zum Asylrecht im römischen Prinzipat. (= Wiener Studien zu Geschichte, Recht und Gesellschaft. Band 1). Dissertation. Peter Lang Verlag, Frankfurt am Main 1999, ISBN 3-631-34824-X.
- Vindicatio nummorum. Eine Untersuchung zur Reichweite und praktischen Durchführung des Eigentumsschutzes an Geld im klassischen römischen Recht. Habilitationsschrift. 2001.
- als Herausgeber: Festschrift für Herbert Hausmaninger zum 70. Geburtstag. Manz, Wien 2003, ISBN 3-214-00086-1.
- mit Herbert Hausmaninger: Casebook zum römischen Sachenrecht. (= Manz-Studienbücher). Manz, Wien 2003, ISBN 3-214-14971-7.
  - Englische Übersetzung: A casebook on roman property law. Translated with Introduction and Supplementary Notes by George A. Sheets. (= American philological association Classical resources series). Oxford University Press, Oxford / New York 2012, ISBN 978-0-19-979111-8.
- mit Herbert Hausmaninger: Casebook zum römischen Vertragsrecht. Mit einem Abschnitt zum Schadenersatzrecht der lex Aquilia. (= Manz-Studienbücher). Manz, Wien 2012, ISBN 978-3-214-05268-3.
- mit Thomas Olechowski (Hrsg.): Studienwörterbuch Rechtsgeschichte und Römisches Recht. (= Rechtstaschenbuch. Band 16). Manz, Wien 2014, ISBN 978-3-214-00885-7.